# Fiber-Optic Link Around the Globe
Fiber-Optic Link Around the Globe (FLAG) – podmorski światłowodowy kabel telekomunikacyjny o długości 28000 km łączący wschodnie wybrzeże Stanów Zjednoczonych, Wielką Brytanię i Japonię. operatorem jest indyjska firma Flag Telecom będąca własnością Reliance Communications. Segment łączący Europę z Azją jest czwartym co do długości na świecie.

## Segmenty i punkty styku

### Segment FLAG Atlantic 1 (FA-1)
- Northport, Nowy Jork, USA
- Island Park, Nowy Jork, USA
- Skewjack, Anglia, Wielka Brytania
- Plérin, Bretania, Francja

### Segment FLAG Alcatel-Lucent Optical Network (FALCON)
- Suez, Egipt
- Port Sudan, Sudan
- Dżudda, Arabia Saudyjska
- Al-Hudajda, Jemen
- Al-Ghajda, Jemen
- As-Sib, Oman
- Chasab, Oman
- Dubaj, Zjednoczone Emiraty Arabskie
- Sumajsima, Katar
- Manama, Bahrajn
- Al-Chubar, Arabia Saudyjska
- Kuwejt, Kuwejt
- Bombaj, Indie
- Thiruvananthapuram, Indie
- Hulumale, Malediwy
- Male, Malediwy
- Kolombo, Sri Lanka

### Segment FLAG Europe Asia (FEA)
- Porthcurno, Anglia, Wielka Brytania
- Estepona, Hiszpania
- Palermo, Włochy
- Akaba, Jordania
- Aleksandria, Egipt
- Suez, Egipt
- Fudżajra, Zjednoczone Emiraty Arabskie
- Mumbaj, Indie
- Penang, Malezja, połączenie z SAFE i SEA-ME-WE 3
- Satun, Tajlandia
- Songkhla, Tajlandia
- Silvermine Bay, Hongkong
- Nanhui, Szanghaj, Chiny
- Geoje, Korea Południowa
- Ninomiya, Japonia
- Miura, Japonia

### Segment FLAG North Asia Loop (FNAL)/Tiger
- Tong Fuk, Hongkong
- Tucheng, Tajwan
- Pusan, Korea Południowa
- Wada, Japonia